# ريد بل أرينا (زالتسبورغ)

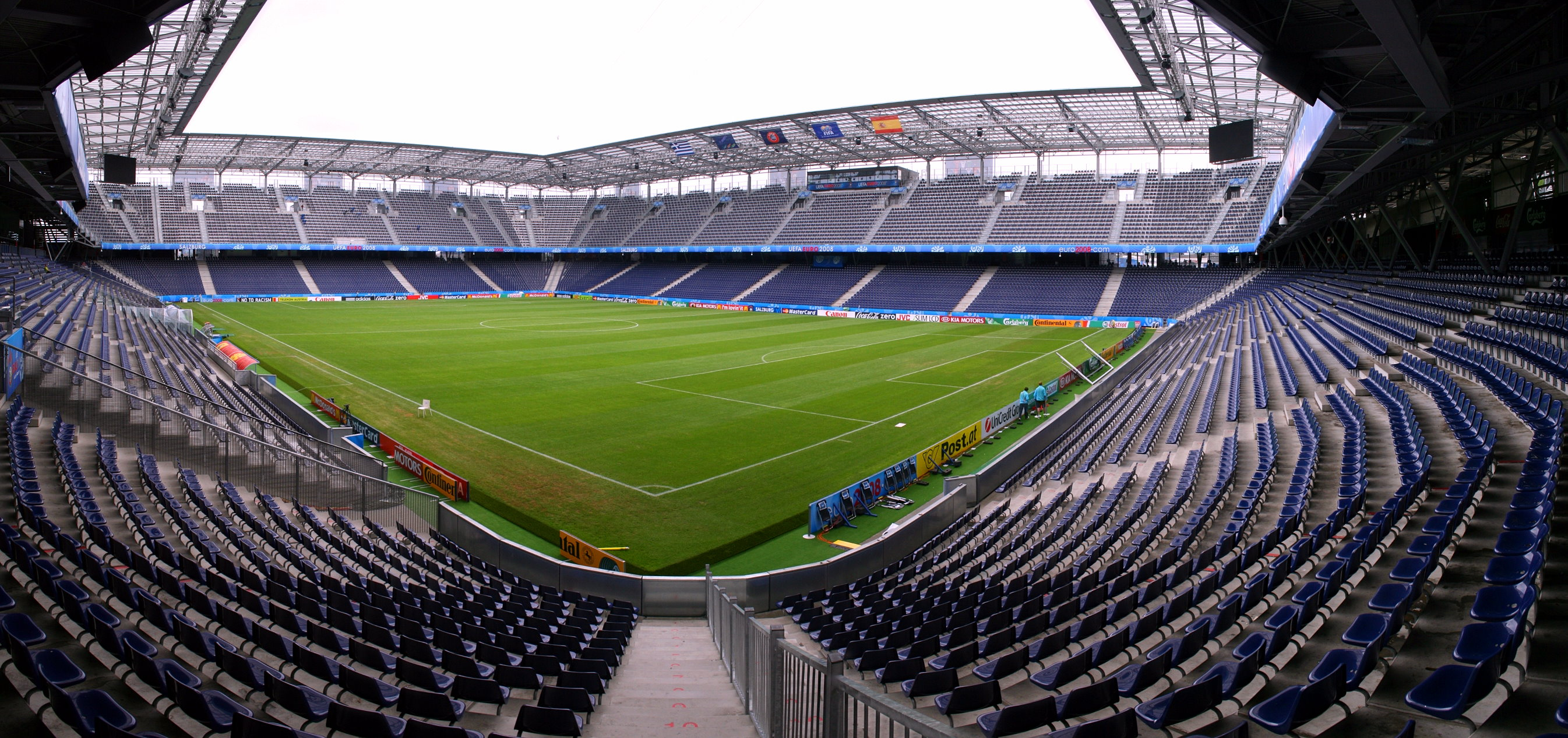
ملعب رد بول أرينا من الداخل

ملعب والز سيزينهيم (بالألمانية: EM-Stadion Wals-Siezenheim) أو ملعب إي أم، هو ملعب كرة قدم في والز سيزينهيم في سالزبورغ في النمسا، تم افتتاح الملعب رسميا في مارس 2003 وهو ملعب نادي ريد بل سالزبورغ.
يستوعب الملعب 30,000 متفرج، وقد كان الملعب في السابق يستوعب 18,200 متفرج، وقد تم زيادة عدد المقاعد لكي يوافق شروط كأس الأمم الأوروبية لكرة القدم 2008.
هو الملعب الوحيد في النمسا الذي يستعمل الأرضية الصناعية.

## وصلات خارجية
- Red Bull Arena (Salzburg)
- Stadium Guide Article